# Meliboeus bakeri
Meliboeus bakeri es una especie de escarabajo barrenador metálico del género Meliboeus, familia Buprestidae, orden Coleoptera.

## Taxonomía
Fue descrita por Kerremans en 1914 y publicada en Kerremans C. Buprestides recueillis aux iles Philippines par C. F. Baker, I. Philippine Journal of Science 9:83-91. (1914).